# Comuna de Niemcza
Niemcza (polaco: Gmina Niemcza) é uma gminy (comuna) na Polónia, na voivodia de Baixa Silésia e no condado de Dzierżoniowski. A sede do condado é a cidade de Niemcza.
De acordo com os censos de 2004, a comuna tem 6113 habitantes, com uma densidade 84,8 hab/km².

## Área
Estende-se por uma área de 72,07 km², incluindo:
- área agricola: 70%
- área florestal: 21%

## Demografia
Dados de 30 de Junho 2004:
|                      | Total   | Total | Mulheres | Mulheres | Homens  | Homens |
| -------------------- | ------- | ----- | -------- | -------- | ------- | ------ |
|                      | pessoas | %     | pessoas  | %        | pessoas | %      |
| População            | 6113    | 100   | 3173     | 51,9     | 2940    | 48,1   |
| Densidade (pop./km²) | 84,8    | 100   | 44       | 44       | 40,8    | 40,8   |

De acordo com dados de 2002, o rendimento médio per capita ascendia a 1220,09 zł.

## Comunas vizinhas
- Ciepłowody, Dzierżoniów, Kondratowice, Łagiewniki, Piława Górna, Ząbkowice Śląskie